# Distrito electoral federal 29 del Distrito Federal
El XXIX Distrito Electoral Federal de Ciudad de México fue un antiguo Distrito electoral vigente entre 1979 y 2005. Fue suprimido durante el proceso de distritación de 2005 por criterios demográficos.
El proceso de distritación llevado a cabo por el Instituto Federal Electoral, no justificó la existencia de 30 distritos electorales en el Distrito Federal por razones demográficas, y los redujo a 27, esos tres distritos electorales pasaron a conformarse en otras entidades del país. Estuvo integrado de 1996 a 2005 por el territorio noroeste de la Delegación Tlalpan.
El Distrito XXIX eligió diputados federales, para las legislaturas LI a LIX.

## Diputados por el distrito
| Diputado                    | Grupo parlamentario | Legislatura | Periodo     |
| --------------------------- | ------------------- | ----------- | ----------- |
| Isabel Vivanco Montalvo     |                     | LI          | 1979 - 1982 |
| Manuel Álvarez González     |                     | LII         | 1982 - 1985 |
| Juan Moisés Calleja García  |                     | LIII        | 1985 - 1988 |
| Guillermo Islas Olguín      |                     | LIV         | 1988 - 1991 |
| Juan Moisés Calleja García  |                     | LV          | 1991 - 1994 |
| Alfonso Reyes Medrano       |                     | LVI         | 1994 - 1997 |
| Sergio George Cruz          |                     | LVII        | 1997 - 2000 |
| Concepción Salazar González |                     | LVIII       | 2000 - 2003 |
| Susana Manzanares Córdova   |                     | LIX         | 2003 - 2006 |